# Liste des coureurs du Tour de France 2005
Pour un article plus général, voir Tour de France 2005.
Le Tour de France 2005 a été disputé par 189 coureurs, répartis dans 21 équipes représentant 27 pays ; seuls 155 coureurs étaient à l'arrivée.

## Liste des coureurs
La liste ci-dessous présente les coureurs inscrits par numéro de dossard.
| Légende | Légende                                                                    | Légende | Légende                                                    |
| ------- | -------------------------------------------------------------------------- | ------- | ---------------------------------------------------------- |
| Num     | Dossard de départ porté par le coureur sur ce Tour                         | Pos     | Position à l'arrivée de la course                          |
|         | Indique un maillot de champion national ou mondial, suivi de sa spécialité | NP      | Indique un coureur qui n'a pas pris le départ de la course |
| AB      | Indique un coureur qui n'a pas terminé la course                           | HD      | Indique un coureur qui a terminé la course hors des délais |

| Discovery Channel | Discovery Channel       | Discovery Channel |
| ----------------- | ----------------------- | ----------------- |
| Num               | Coureur                 | Pos               |
| 1                 | Lance Armstrong (USA)   | 1er               |
| 2                 | José Azevedo (POR)      | 30e               |
| 3                 | Manuel Beltrán (ESP)    | AB-12             |
| 4                 | George Hincapie (USA)   | 14e               |
| 5                 | Benjamín Noval (ESP)    | 107e              |
| 6                 | Pavel Padrnos (CZE)     | 95e               |
| 7                 | Yaroslav Popovych (UKR) | 12e               |
| 8                 | José Luis Rubiera (ESP) | 35e               |
| 9                 | Paolo Savoldelli (ITA)  | 25e               |

| T-Mobile | T-Mobile                   | T-Mobile |
| -------- | -------------------------- | -------- |
| Num      | Coureur                    | Pos      |
| 11       | Jan Ullrich (GER)          | 3e       |
| 12       | Giuseppe Guerini (ITA)     | 20e      |
| 13       | Matthias Kessler (GER)     | 57e      |
| 14       | Andreas Klöden (GER)       | AB-17    |
| 15       | Daniele Nardello (ITA)     | 55e      |
| 16       | Stephan Schreck (GER)      | 86e      |
| 17       | Óscar Sevilla (ESP)        | 18e      |
| 18       | Tobias Steinhauser (GER)   | 81e      |
| 19       | Alexandre Vinokourov (KAZ) | 5e       |

| Team CSC | Team CSC                | Team CSC |
| -------- | ----------------------- | -------- |
| Num      | Coureur                 | Pos      |
| 21       | Ivan Basso (ITA)        | 2e       |
| 22       | Kurt Asle Arvesen (NOR) | 89e      |
| 23       | Bobby Julich (USA)      | 17e      |
| 24       | Giovanni Lombardi (ITA) | 118e     |
| 25       | Luke Roberts (AUS)      | 102e     |
| 26       | Carlos Sastre (ESP)     | 21e      |
| 27       | Nicki Sørensen (DEN)    | 71e      |
| 28       | Jens Voigt (GER)        | HD-11    |
| 29       | David Zabriskie (USA)   | AB-9     |

| Illes Balears-Caisse d’Épargne | Illes Balears-Caisse d’Épargne   | Illes Balears-Caisse d’Épargne |
| ------------------------------ | -------------------------------- | ------------------------------ |
| Num                            | Coureur                          | Pos                            |
| 31                             | Francisco Mancebo (ESP)          | 4e                             |
| 32                             | José Luis Arrieta (ESP)          | 74e                            |
| 33                             | David Arroyo (ESP)               | 53e                            |
| 34                             | Daniel Becke (GER)               | 152e                           |
| 35                             | Isaac Gálvez (ESP)               | AB-8                           |
| 36                             | José Vicente García Acosta (ESP) | 148e                           |
| 37                             | Vladimir Karpets (RUS)           | 50e                            |
| 38                             | Alejandro Valverde (ESP)         | AB-13                          |
| 39                             | Xabier Zandio (ESP)              | 22e                            |

| Davitamon-Lotto | Davitamon-Lotto         | Davitamon-Lotto |
| --------------- | ----------------------- | --------------- |
| Num             | Coureur                 | Pos             |
| 41              | Robbie McEwen (AUS)     | 134e            |
| 42              | Mario Aerts (BEL)       | 112e            |
| 43              | Christophe Brandt (BEL) | 56e             |
| 44              | Cadel Evans (AUS)       | 8e              |
| 45              | Axel Merckx (BEL)       | 39e             |
| 46              | Fred Rodriguez (USA)    | 132e            |
| 47              | Léon van Bon (NED)      | AB-8            |
| 48              | Johan Vansummeren (BEL) | 136e            |
| 49              | Wim Vansevenant (BEL)   | 154e            |

| Rabobank | Rabobank                | Rabobank |
| -------- | ----------------------- | -------- |
| Num      | Coureur                 | Pos      |
| 51       | Denis Menchov (RUS)     | 85e      |
| 52       | Michael Boogerd (NED)   | 24e      |
| 53       | Erik Dekker (NED)       | 109e     |
| 54       | Karsten Kroon (NED)     | 135e     |
| 55       | Gerben Löwik (NED)      | NP-14    |
| 56       | Joost Posthuma (NED)    | 83e      |
| 57       | Michael Rasmussen (DEN) | 7e       |
| 58       | Marc Wauters (BEL)      | 140e     |
| 59       | Pieter Weening (NED)    | 72e      |

| Phonak Hearing Systems | Phonak Hearing Systems       | Phonak Hearing Systems |
| ---------------------- | ---------------------------- | ---------------------- |
| Num                    | Coureur                      | Pos                    |
| 61                     | Santiago Botero (COL)        | 51e                    |
| 62                     | Bert Grabsch (GER)           | 103e                   |
| 63                     | José Enrique Gutiérrez (ESP) | 49e                    |
| 64                     | Robert Hunter (RSA)          | AB-12                  |
| 65                     | Nicolas Jalabert (FRA)       | 138e                   |
| 66                     | Floyd Landis (USA)           | 9e                     |
| 67                     | Alexandre Moos (SUI)         | 42e                    |
| 68                     | Óscar Pereiro (ESP)          | 10e                    |
| 69                     | Steve Zampieri (SUI)         | AB-7                   |

| Fassa Bortolo | Fassa Bortolo             | Fassa Bortolo |
| ------------- | ------------------------- | ------------- |
| Num           | Coureur                   | Pos           |
| 71            | Fabian Cancellara (SUI)   | 128e          |
| 72            | Lorenzo Bernucci (ITA)    | 62e           |
| 73            | Claudio Corioni (ITA)     | AB-6          |
| 74            | Mauro Facci (ITA)         | 144e          |
| 75            | Juan Antonio Flecha (ESP) | 73e           |
| 76            | Dario Frigo               | NP-11         |
| 77            | Massimo Giunti (ITA)      | 80e           |
| 78            | Volodymyr Gustov (UKR)    | 104e          |
| 79            | Kim Kirchen (LUX)         | AB-11         |

| Saunier Duval-Prodir | Saunier Duval-Prodir             | Saunier Duval-Prodir |
| -------------------- | -------------------------------- | -------------------- |
| Num                  | Coureur                          | Pos                  |
| 81                   | Juan Manuel Gárate (ESP)         | 66e                  |
| 82                   | Rubens Bertogliati (SUI)         | 92e                  |
| 83                   | David Cañada (ESP)               | 63e                  |
| 84                   | Nicolas Fritsch (FRA)            | AB-12                |
| 85                   | José Ángel Gómez Marchante (ESP) | AB-9                 |
| 86                   | Christopher Horner (USA)         | 33e                  |
| 87                   | Leonardo Piepoli (ITA)           | 23e                  |
| 88                   | Manuel Quinziato (ITA)           | 131e                 |
| 89                   | Constantino Zaballa (ESP)        | AB-5                 |

| Liberty Seguros-Würth | Liberty Seguros-Würth           | Liberty Seguros-Würth |
| --------------------- | ------------------------------- | --------------------- |
| Num                   | Coureur                         | Pos                   |
| 91                    | Roberto Heras (ESP)             | 45e                   |
| 92                    | Joseba Beloki (ESP)             | 75e                   |
| 93                    | Alberto Contador (ESP)          | 31e                   |
| 94                    | Allan Davis (AUS)               | 84e                   |
| 95                    | Igor González de Galdeano (ESP) | AB-9                  |
| 96                    | Jörg Jaksche (GER)              | 16e                   |
| 97                    | Luis León Sánchez (ESP)         | 108e                  |
| 98                    | Marcos Serrano (ESP)            | 40e                   |
| 99                    | Ángel Vicioso (ESP)             | 64e                   |

| Crédit Agricole | Crédit Agricole         | Crédit Agricole |
| --------------- | ----------------------- | --------------- |
| Num             | Coureur                 | Pos             |
| 101             | Christophe Moreau (FRA) | 11e             |
| 102             | László Bodrogi (HUN)    | 119e            |
| 103             | Pietro Caucchioli (ITA) | 36e             |
| 104             | Patrice Halgand (FRA)   | 52e             |
| 105             | Sébastien Hinault (FRA) | 115e            |
| 106             | Thor Hushovd (NOR)      | 116e            |
| 107             | Sébastien Joly (FRA)    | 106e            |
| 108             | Andrey Kashechkin (KAZ) | 19e             |
| 109             | Jaan Kirsipuu (EST)     | AB-9            |

| Liquigas-Bianchi | Liquigas-Bianchi         | Liquigas-Bianchi |
| ---------------- | ------------------------ | ---------------- |
| Num              | Coureur                  | Pos              |
| 111              | Stefano Garzelli (ITA)   | 32e              |
| 112              | Michael Albasini (SUI)   | 145e             |
| 113              | Magnus Bäckstedt (SWE)   | NP-16            |
| 114              | Kjell Carlström (FIN)    | 141e             |
| 115              | Dario Cioni (ITA)        | 54e              |
| 116              | Mauro Gerosa (ITA)       | 137e             |
| 117              | Marcus Ljungqvist (SWE)  | 125e             |
| 118              | Luciano Pagliarini (BRA) | AB-9             |
| 119              | Franco Pellizotti (ITA)  | 47e              |

| Cofidis | Cofidis                | Cofidis |
| ------- | ---------------------- | ------- |
| Num     | Coureur                | Pos     |
| 121     | Stuart O'Grady (AUS)   | 77e     |
| 122     | Stéphane Augé (FRA)    | 121e    |
| 123     | Frédéric Bessy (FRA)   | 129e    |
| 124     | Sylvain Chavanel (FRA) | 58e     |
| 125     | Thierry Marichal (BEL) | 127e    |
| 126     | David Moncoutié (FRA)  | 67e     |
| 127     | Janek Tombak (EST)     | 153e    |
| 128     | Cédric Vasseur (FRA)   | 44e     |
| 129     | Matthew White (AUS)    | 123e    |

| Quick Step-Innergetic | Quick Step-Innergetic    | Quick Step-Innergetic |
| --------------------- | ------------------------ | --------------------- |
| Num                   | Coureur                  | Pos                   |
| 131                   | Tom Boonen (BEL)         | NP-12                 |
| 132                   | Wilfried Cretskens (BEL) | AB-15                 |
| 133                   | Kevin Hulsmans (BEL)     | HD-11                 |
| 134                   | Servais Knaven (NED)     | 149e                  |
| 135                   | Michael Rogers (AUS)     | 41e                   |
| 136                   | Patrik Sinkewitz (GER)   | 59e                   |
| 137                   | Bram Tankink (NED)       | 111e                  |
| 138                   | Guido Trenti (ITA)       | 139e                  |
| 139                   | Stefano Zanini (ITA)     | AB-11                 |

| Bouygues Telecom | Bouygues Telecom       | Bouygues Telecom |
| ---------------- | ---------------------- | ---------------- |
| Num              | Coureur                | Pos              |
| 141              | Didier Rous (FRA)      | 82e              |
| 142              | Walter Bénéteau (FRA)  | 68e              |
| 143              | Laurent Brochard (FRA) | 28e              |
| 144              | Pierrick Fédrigo (FRA) | 46e              |
| 145              | Anthony Geslin (FRA)   | 97e              |
| 146              | Laurent Lefèvre (FRA)  | 117e             |
| 147              | Jérôme Pineau (FRA)    | 43e              |
| 148              | Matthieu Sprick (FRA)  | 120e             |
| 149              | Thomas Voeckler (FRA)  | 124e             |

| Lampre-Caffita | Lampre-Caffita               | Lampre-Caffita |
| -------------- | ---------------------------- | -------------- |
| Num            | Coureur                      | Pos            |
| 151            | Eddy Mazzoleni (ITA)         | 13e            |
| 152            | Gianluca Bortolami (ITA)     | NP-16          |
| 153            | Salvatore Commesso (ITA)     | 101e           |
| 154            | Gerrit Glomser (AUT)         | AB-10          |
| 155            | David Loosli (SUI)           | 99e            |
| 156            | Evgueni Petrov (RUS)         | NP-10          |
| 157            | Daniele Righi (ITA)          | 110e           |
| 158            | Alessandro Spezialetti (ITA) | AB-7           |
| 159            | Gorazd Štangelj (SVN)        | 87e            |

| Gerolsteiner | Gerolsteiner          | Gerolsteiner |
| ------------ | --------------------- | ------------ |
| Num          | Coureur               | Pos          |
| 161          | Georg Totschnig (AUT) | 26e          |
| 162          | Robert Förster (GER)  | 151e         |
| 163          | Sebastian Lang (GER)  | 65e          |
| 164          | Levi Leipheimer (USA) | 6e           |
| 165          | Michael Rich (GER)    | 130e         |
| 166          | Ronny Scholz (GER)    | 91e          |
| 167          | Fabian Wegmann (GER)  | 79e          |
| 168          | Peter Wrolich (AUT)   | 146e         |
| 169          | Beat Zberg (SUI)      | 93e          |

| La Française des Jeux | La Française des Jeux   | La Française des Jeux |
| --------------------- | ----------------------- | --------------------- |
| Num                   | Coureur                 | Pos                   |
| 171                   | Bradley McGee (AUS)     | 105e                  |
| 172                   | Sandy Casar (FRA)       | 29e                   |
| 173                   | Baden Cooke (AUS)       | 142e                  |
| 174                   | Carlos Da Cruz (FRA)    | 76e                   |
| 175                   | Bernhard Eisel (AUT)    | 143e                  |
| 176                   | Philippe Gilbert (BEL)  | 70e                   |
| 177                   | Thomas Lövkvist (SWE)   | 61e                   |
| 178                   | Christophe Mengin (FRA) | NP-8                  |
| 179                   | Francis Mourey (FRA)    | 94e                   |

| Domina Vacanze | Domina Vacanze              | Domina Vacanze |
| -------------- | --------------------------- | -------------- |
| Num            | Coureur                     | Pos            |
| 181            | Serhiy Honchar (UKR)        | NP-8           |
| 182            | Alessandro Bertolini (ITA)  | 113e           |
| 183            | Alessandro Cortinovis (ITA) | 98e            |
| 184            | Angelo Furlan (ITA)         | AB-12          |
| 185            | Andriy Grivko (UKR)         | 78e            |
| 186            | Maxim Iglinskiy (KAZ)       | 37e            |
| 187            | Jörg Ludewig (GER)          | 38e            |
| 188            | Rafael Nuritdinov (UZB)     | 147e           |
| 189            | Alessandro Vanotti (ITA)    | 133e           |

| Euskaltel-Euskadi | Euskaltel-Euskadi     | Euskaltel-Euskadi |
| ----------------- | --------------------- | ----------------- |
| Num               | Coureur               | Pos               |
| 191               | Iban Mayo (ESP)       | 60e               |
| 192               | Iker Camaño (ESP)     | 69e               |
| 193               | Unai Etxebarria (ESP) | 150e              |
| 194               | Iker Flores (ESP)     | 155e              |
| 195               | David Herrero (ESP)   | AB-15             |
| 196               | Iñaki Isasi (ESP)     | 122e              |
| 197               | Íñigo Landaluze (ESP) | 100e              |
| 198               | Egoi Martínez (ESP)   | 48e               |
| 199               | Haimar Zubeldia (ESP) | 15e               |

| AG2R Prévoyance | AG2R Prévoyance          | AG2R Prévoyance |
| --------------- | ------------------------ | --------------- |
| Num             | Coureur                  | Pos             |
| 201             | Jean-Patrick Nazon (FRA) | AB-11           |
| 202             | Mikel Astarloza (ESP)    | 27e             |
| 203             | Sylvain Calzati (FRA)    | AB-8            |
| 204             | Samuel Dumoulin (FRA)    | 114e            |
| 205             | Simon Gerrans (AUS)      | 126e            |
| 206             | Stéphane Goubert (FRA)   | 34e             |
| 207             | Yuriy Krivtsov (UKR)     | 90e             |
| 208             | Nicolas Portal (FRA)     | 88e             |
| 209             | Ludovic Turpin (FRA)     | 96e             |